# Adolfo Albertazzi
Adolfo Albertazzi (ur. 8 września 1865 w Bolonii, zm. 10 maja 1924 tamże) – włoski pisarz.
Był uczniem, przyjacielem i biografem Giosuè Carducciego. Pracował jako nauczyciel w Mantui i Bolonii. Jego obfity dorobek literacki niektórzy krytycy cenili bardzo wysoko, inni lekceważyli. Pisał powieści zdradzające wpływy weryzmu, opowiadania w stylu Maupassanta oraz historyjki dla dzieci. Nadzorował wydawanie dzieł Giosuè Carducciego, Alfreda Orianiego i Alessandra Tassoniego. Często publikował w bolońskim dzienniku „Il Resto del Carlino”.

## Główne dzieła

### Powieści
- La contessa d’Almond (1894)
- L’Ave (1896)
- Ora e sempre (1899)
- In faccia al Destino (1906)

### Eseje i pisma krytyczne
- Romanzieri e romanzi del Cinquecento e del Seicento (1891)
- Il romanzo (1903)
- Tasso (1911)
- Foscolo (1915)
- Il Carducci in professione d’uomo (1921)

### Opowiadania
- Novelle umoristiche (1900)
- Il zucchetto rosso e storie di altri colori (1908)
- Amore e amore (1914)
- Il diavolo nell’ampolla (1918)
- Strane storie di storia vera (1920)
- Facce allegre (1921)
- Top (1921)
- La merciaina del piccolo ponte. Tra gente varia (1924)

### Opowieści dla dzieci
- Asini e compagnia (1913)
- Cammina cammina cammina (1920)
- I racconti di Corcontento (1922)